# André Reinhardt
André Reinhardt (Schneeberg, segle xvii) fou un organista alemany. Fou nomenat notari en la seva ciutat natal, en l'església del qual desenvolupà, a més, la plaça d'organista. Publicà dos tractats: Musica (1604) i De harmoniae timbo (1610); deixant, a més, inèdit un Methodus de arte musica.